# Cleveland Style
| Recensione | Giudizio |
| ---------- | -------- |
| AllMusic   | [ 1 ]    |

Cleveland Style è il secondo album discografico solistico del trombonista jazz statunitense Jimmy Cleveland, pubblicato dall'etichetta discografica EmArcy Records (sussidiaria della Mercury Records) nel maggio del 1958.

## Tracce
Lato A
1. Out of This World – 4:03 (Johnny Mercer, Harold Arlen) – Registrato il 12 dicembre 1957 al Fine Recording di New York
2. All This and Heaven Too – 5:41 (Eddie DeLange, Jimmy Van Heusen) – Registrato il 12 dicembre 1957 al Fine Recording di New York
3. Posterity – 4:45 (Trevor Duncan) – Registrato il 15 dicembre 1957 al Fine Recording di New York

Lato B
1. Long Ago and Far Away – 3:22 (Leo Robin, Ralph Rainger) – Registrato il 15 dicembre 1957 al Fine Recording di New York
2. A Jazz Ballad – 4:05 (Ernie Wilkins) – Registrato il 15 dicembre 1957 al Fine Recording di New York
3. Jimmie's Tune – 3:34 (Jimmy Cleveland) – Registrato il 15 dicembre 1957 al Fine Recording di New York
4. Goodbye Ebbets Field – 6:06 (Ernie Wilkins) – Registrato il 12 dicembre 1957 al Fine Recording di New York

## Musicisti
Out of This World / All This and Heaven Too / Goodbye Ebbets Field
- Jimmy Cleveland - trombone
- Benny Golson - sassofono tenore
- Art Farmer - tromba
- Wynton Kelly - pianoforte
- Don Butterfield - tuba
- Eddie Jones - contrabbasso
- Charli Persip - batteria
- Ernie Wilkins - arrangiamenti (brani: Out of This World e 'Goodbye Ebbets Field)
- Benny Golson - arrangiamenti (brano: All This and Heaven Too)

Posterity / Long Ago and Far Away / A Jazz Ballad / Jimmie's Tune
- Jimmy Cleveland - trombone
- Benny Golson - sassofono tenore
- Art Farmer - tromba
- Wynton Kelly - pianoforte
- Jay McAllister - tuba
- Eddie Jones - contrabbasso
- Charli Persip - batteria
- Ernie Wilkins - arrangiamenti[4]